# 2297 Daghestan
2297 Daghestan (1978 RE) là một tiểu hành tinh vành đai chính được phát hiện ngày 1 tháng 9 năm 1978, bởi N. S. Chernykh ở Đài vật lý thiên văn Crimean.